# Bảo tàng Pháp y ở Gdańsk
Bảo tàng Pháp y ở Gdańsk (tiếng Ba Lan: Muzeum Kryminalistyki w Gdańsku) là một bảo tàng tọa lạc tại số 6 phố Bażyński, Gdańsk, Ba Lan. Bảo tàng bố trí triển lãm bên trong tòa nhà của Khoa Luật và Hành chính của Đại học Gdańsk. Bảo tàng Pháp y ở Gdańsk là bảo tàng duy nhất thuộc loại hình này  ở Ba Lan.

## Lịch sử
Các bộ sưu tập của bảo tàng được tập hợp trong hơn 30 năm với sự hợp tác chủ yếu của Tòa án quận ở Gdańsk, Văn phòng công tố quận ở Gdańsk, các nhân viên của Phòng thí nghiệm pháp y của Trụ sở cảnh sát tỉnh ở Gdańsk và Phòng và Viện pháp y của Đại học Y Gdańsk. Trước đây, các bộ sưu tập này được trưng bày tại Phòng tra tấn và Tháp nhà tù tại quảng trường Targ Węglowy ở Gdańsk. Phòng thí nghiệm pháp y của Đại học Gdańsk cũng được đặt tại đó. Bảo tàng chính thức được thành lập vào ngày 28 tháng 6 năm 2012, và mở cửa cho công chúng từ tháng 1 một năm sau đó.

## Triển lãm
Bảo tàng sở hữu một bộ sưu tập vũ khí và đạn dược phong phú, bao gồm súng cầm tay, thiết bị và quân phục của cảnh sát và quân đội, khí đốt, báo động, các vật dụng dùng để làm mất khả năng lao động của con người bằng điện, rìu, nỏ, và một số thứ khác. Các bộ sưu tập của bảo tàng cũng bao gồm các hiện vật liên quan đến pháp y, tài liệu pháp y về các vụ án hình sự nổi tiếng, các bộ sưu tập trong lĩnh vực nhiếp ảnh pháp y, các vật dụng được sử dụng để thực hiện các hành vi và tội phạm bị cấm.